# Duszka
Duszka (bułg. Душка) – wieś w Bułgarii, w obwodzie Kyrdżali, w gminie Czernooczene. Miejscowość wyludniała.